# ドミノ 復讐の咆哮
『ドミノ 復讐の咆哮』（ドミノ ふくしゅうのほうこう、Domino）は、2019年のデンマーク・フランス・イタリア・ベルギー・オランダのサスペンス映画。監督はブライアン・デ・パルマ、出演はニコライ・コスター＝ワルドー、カリス・ファン・ハウテン、ガイ・ピアースなど。ヨーロッパを舞台に国際テロの陰謀に立ち向かうデンマークの刑事たちの活躍を描いている。

## ストーリー
デンマークの首都コペンハーゲンの刑事クリスチャンは拳銃を自宅に置き忘れたまま殺人事件に遭遇。クリスチャンは、相棒のラースと共に殺人犯タルジを取り押さえたが、隙を衝かれた際にラースがタルジに首を切りつけられる重傷を負う（後に死亡）。さらには、謎の男たちにタルジを連れ去られてしまう。
拳銃の不携帯というミスでラースを危険に晒したクリスチャンだったが、自身への失望と怒りから上司からの謹慎処分を無視、同僚の女刑事アレックスと共に元特殊部隊員の過去を持つタルジを追う。その頃、CIAのジョーに拉致されたタルジは、家族の命と引き換えにある危険なミッションを命じられていた。

## キャスト
- クリスチャン・トフト: ニコライ・コスター＝ワルドー - デンマーク市警の刑事。
- アレックス・ボー: カリス・ファン・ハウテン - クリスチャンの同僚の女刑事。
- エズラ・タルジ: エリック・エブアニー - ラースの殺害犯。リビア出身の元デンマーク軍特殊部隊員。
- ラース・ハンセン: ソーレン・マリン（英語版） - クリスチャンの相棒。アレックスと不倫。
- ジョー・マーティン: ガイ・ピアース - アメリカ中央情報局の捜査官。
- ハンネ・ハンセン: パプリカ・スティーン（英語版） - ラースの妻。足に障碍がある。
- ウォルド: トーマス・W・ガブリエルソン（英語版） - クリスチャンの上司。
- 病院職員: ニコラス・ブロ

## 評価
本作は批評家から賛否両論であった。映画批評集積サイトのRotten Tomatoesには70件のレビューがあり、支持率33％、平均点は10点満点で4.6点となっている。サイトでは、「本作はブライアン・デ・パルマ監督の栄光の日々のほろ苦い思い出となったスリラーであり、ブライアン・デ・パルマの失望の連鎖となってしまった」と評されている。Metacriticには20件のレビューがあり、高評価は3件、賛否混在は8件、低評価は9件で、加重平均値は40/100となっている。
ガーディアンの映画評論家ベンジャミン・リーは5点満点中1点を与え「デ・パルマの熱心なマニアでも、この作品の存在を忘れてしまった方がいいだろう」と酷評した。
一方で映画評論家のピーター・ソブシンツキは4点満点中3.5点を与え「ブライアン・デ・パルマの最高傑作とは言えないが、彼が偉大な監督であることを思い出させてくれる」と本作に好意的な評価を与えた。